# Turawa
Turawa (in tedesco Turawa) è un comune rurale polacco del distretto di Opole, nel voivodato di Opole.
Ricopre una superficie di 171,46 km² e nel 2004 contava 9 547 abitanti.
Nel comune vige il bilinguismo polacco/tedesco.